# مثعبي الحافة
مثعبي الحافة (الاسم العلمي: Siphonochilus)، جنس من النباتات الأصلية في أفريقيا جنوب الصحراء الكبرى
- Siphonochilus aethiopicus (Schweinf.) B.L.Burtt - منتشرة من إثيوبيا غربًا إلى سيراليون وجنوبًا إلى جنوب إفريقيا
- Siphonochilus bambutiorum A.D.Poulsen & Lock - زائير
- Siphonochilus brachystemon (K.Schum.) B.L.Burtt -شرق إفريقيا من السودان إلى موزمبيق
- Siphonochilus kilimanensis (Gagnep.) B.L.Burtt - موزمبيق
- Siphonochilus kirkii (Hook.f.) B.L.Burtt - شرق ووسط أفريقيا من السودان وجمهورية أفريقيا الوسطى جنوبا إلى جنوب أفريقيا
- Siphonochilus longitubus Lock - زامبيا
- Siphonochilus nigericus (Hutch. ex Hepper) B.L.Burtt - غانا، نيجيريا
- Siphonochilus parvus Lock - تنزانيا، زامبيا، مالاوي
- Siphonochilus pleianthus (K.Schum.) Lock - زائير، أنغولا، زامبيا
- Siphonochilus puncticulatus (Gagnep.) Lock - زائير، أنغولا، زامبيا
- Siphonochilus rhodesicus (T.C.E.Fr.) Lock - تنزانيا، زامبيا، مالاوي، زائير